# Савона (провинция)

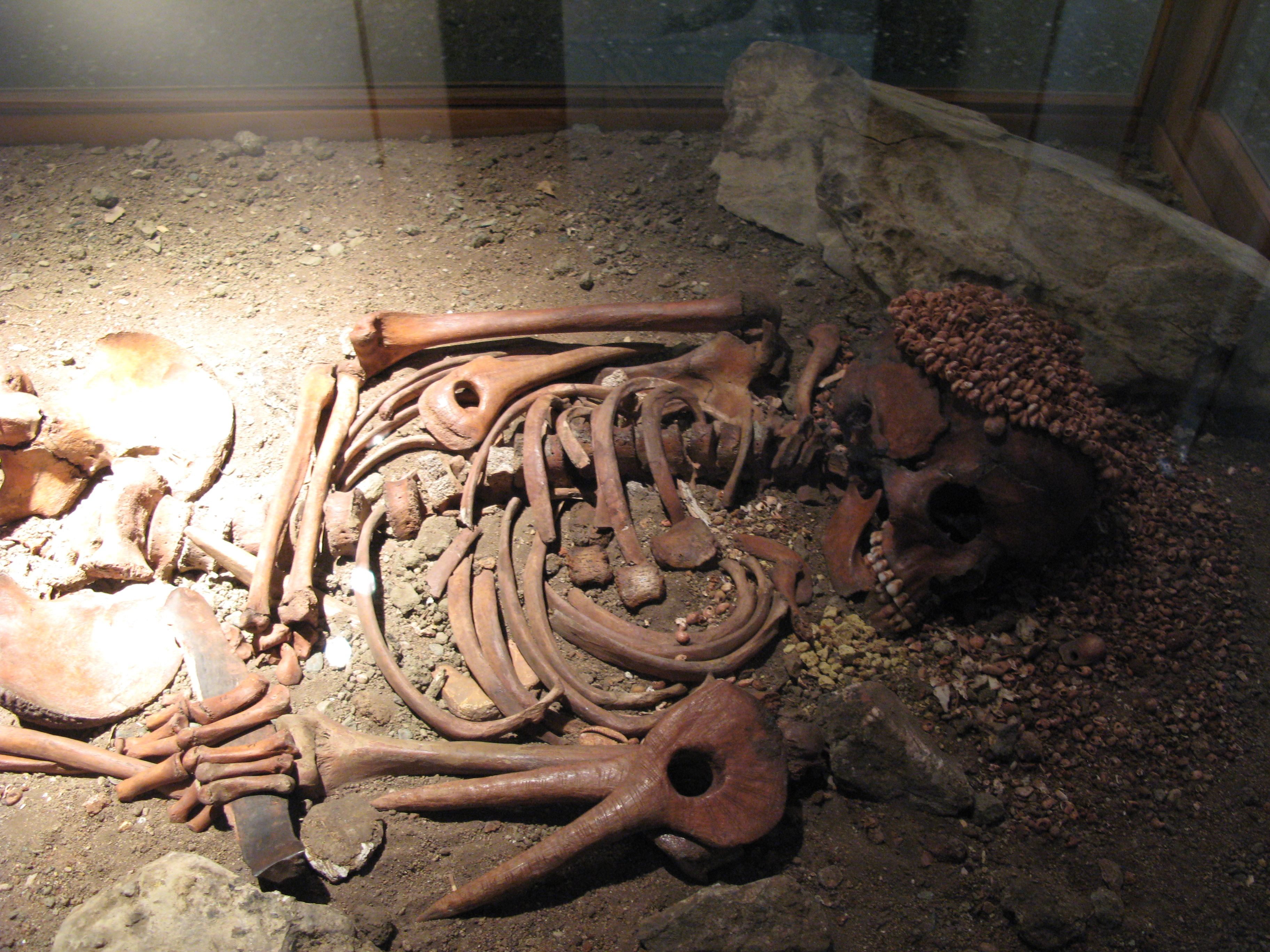
«Маленький принц» из пещеры Арене Кандиде (Финале-Лигуре) с Жезл начальника и кремнёвым ножом в руке (25 тыс. л. н.)

Саво́на (итал. Provincia di Savona) — провинция в Италии, в регионе Лигурия.

## Города
- Альбенга
- Альбисола-Супериоре
- Альбисола-Марина
- Альтаре
- Андора

## История
Савона была первоначально заселена лигурийским племенем сабаци (итал. Sabazi), воевавшем на стороне карфгенян в Пунических войнах. В результате Савона была покорена Римской империей. В средние века Савона воевала против Генуи на стороне императора Священной Римской империи Фридриха II. В 1440 воевала против Генуи на стороне Миланских Висконти, в результате чего подверглась разорению. В XVI веке вступила в союз с французами, но вновь потерпела поражение и пострадала от вторжения генуэзцев.
В XIX веке Савона была оккупирована Наполеоновской Францией, но вскоре была покорена Сардинским королевством. Новые правители восстановили порт и основали в провинции железное производство.